# Dalby (gmina Lund)
Dalby – miejscowość (tätort) w południowej Szwecji, w regionie administracyjnym (län) Skania (gmina Lund).
W 2010 roku Dalby liczyło 5708 mieszkańców.

## Położenie
Dalby jest położone w południowo-zachodniej części prowincji historycznej (landskap) Skania, ok. 10 km na południowy wschód od Lund na równinie Lundaslätten. Na północny wschód od miejscowości rozciąga się pasmo Romeleåsen, a na jej północno-zachodnich obrzeżach położony jest park narodowy Dalby Söderskog.

## Historia
Dalby jest jednym z najstarszych ośrodków południowej części Półwyspu Skandynawskiego. Kościół Świętego Krzyża w Dalby, którego budowę rozpoczęto w 1060 roku, jest uważany za jeden z najstarszych, kamiennych kościołów w Skandynawii. W pobliżu kościoła król duński, Swen II Estrydsen, polecił na początku 2 połowy XI wieku zbudować jedną z królewskich rezydencji w Skanii (Dalby kungsgård).
W latach 1060–1066 Dalby było także siedzibą biskupstwa misyjnego. W 1066 roku biskup Dalby, Egino, objął diecezję Lund i diecezja w Dalby przestała istnieć. Na początku XII wieku kościół w Dalby stał się kościołem klasztornym sprowadzonego tam zakonu augustianów.
Z czasem Dalby stopniowo całkowicie utraciło swoje znaczenie na rzecz pobliskiego Lund. Dopiero od 1892 roku, kiedy zbudowano nieistniejące już połączenie kolejowe z Malmö i Simrishamn, miejscowość zaczęła się rozwijać jako osada kolejowa. W latach 1941–1954 Dalby miało status municipalsamhälle w ramach gminy wiejskiej Dalby landskommun. Od 1974 roku Dalby wchodzi w skład gminy Lund.

## Transport i komunikacja
Przez Dalby przebiega droga krajowa nr 11 (Malmö – Simrishamn) oraz ma swój początek najkrótsza, licząca 23 km długości, droga krajowa w Szwecji (nr 16), prowadząca przez Lund do Bjärred.

## Galeria

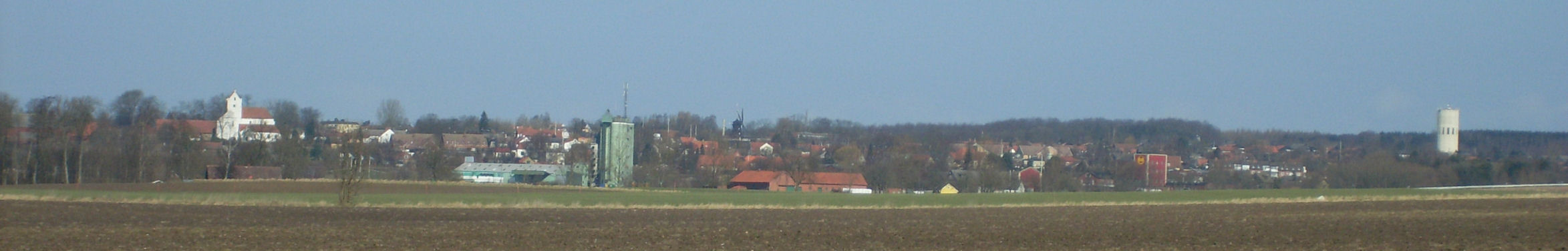
Panorama Dalby